# Helen McCroryová
Helen Elizabeth McCroryová, OBE (17. srpna 1968 Londýn – 16. dubna 2021 Londýn) byla britská herečka. Nejvíce se proslavila ve filmové sérii Harry Potter, kde ztvárnila Narcissu Malfoyovou, nebo v seriálu BBC Gangy z Birminghamu, kde ztvárnila roli Polly Gray. V roce 2011 se představila také jako Mama Jeanne v rodinném mysteriózním filmu Martina Scorseseho Hugo a jeho velký objev a jako Clair Dowarová v bondovce Skyfall.

## Raný život
McCrory se narodila v Paddingtonu v Londýně. Její matka Ann (rozená Morgans) je Velšanka a její otec Iain McCrory (narozen 29. března 1940) je diplomat z Glasgow; vzali se v roce 1974. Byla nejstarší ze tří dětí.
Vystudovala Queenswood School poblíž Hatfieldu v Hertfordshire a poté strávila rok v Itálii. Po svém návratu do Británie začala studovat herectví v činoherním centru v Londýně.

## Kariéra

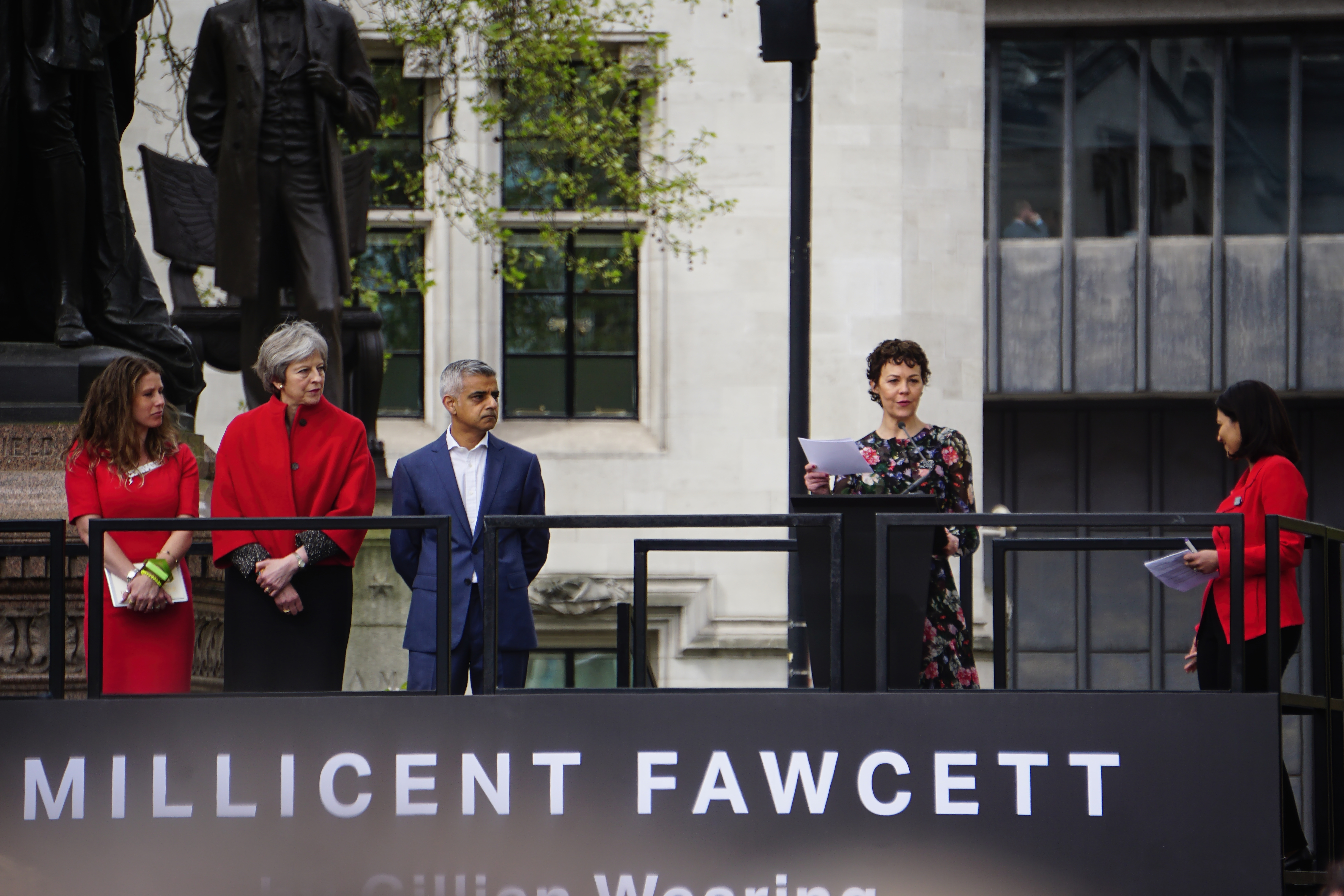
McCrory hovořila při odhalení sochy sufražetky Millicent Fawcett na náměstí Parliament Square v Londýně v roce 2018

McCrory získala třetí cenu na cenách Iana Charlesona za svůj výkon v roce 1993 jako Rose Trelawny v Trelawny z „Wells“ v Národním divadle. V roce 2002 byla nominována na cenu London Evening Standard Theatre Award za nejlepší herečku (za roli Eleny v Čechovově hře Strýc Vanya v Donmar Warehouse). Později byla nominována na divadelní cenu Laurence Oliviera za rok 2006 za roli Rosalind ve filmu Jak se vám líbí ve West Endu. V dubnu 2008 natočila „přesvědčivou“ Rebeccu West v inscenaci Ibsenova Rosmersholma v divadle Almeida v Londýně.
Objevila se ve filmech Charles II: The Power and The Passion (2003), jako Barbara Palmerová, hraběnka z Castlemaine a vévodkyně z Clevelandu, a ve vedlejších rolích ve filmech Interview s upírem (1994), Charlotte Gray (2001), Hrabě Monte Cristo (2002) a Casanova (2005). Ve filmu Královna (2006) si zahrála Cherie Blair, roli, kterou si zopakovala v pokračování Petera Morgana The Special Relationship (2010).
Objevila se v modernizované televizní adaptaci Frankensteina. První těhotenství ji donutilo odstoupit od filmu Harry Potter a Fénixův řád (2007), ve kterém byla obsazena do role Bellatrix Lestrangeové (na její místo nastoupila Helena Bonham Carterová). McCrory byla později obsazena jako sestra Bellatrix Narcissa Malfoy ve filmu Harry Potter a Princ dvojí krve, vydaném v červenci 2009. McCrory si zopakovala svou roli v závěrečných filmech Harry Potter a Relikvie smrti – část 1 a Harry Potter a Relikvie smrti – část 2; její výkon byl příznivci knih dobře přijat. Hrála také hlavní zápornou roli Rosanny Calvierri v epizodě „The Vampires of Venice“ v televizním seriálu BBC Pán času.
McCrory hrála v The Last of the Haussmans v Royal National Theatre, hra měla premiéru 12. června 2012. Inscenace byla vysílána do kin po celém světě 11. října 2012 prostřednictvím programu National Theatre Live.
V roce 2013 vyprávěla McCrory poezii pro The Love Book App, interaktivní antologii o milostné literatuře vyvinuté Allie Esiriovou. Opět v roce 2013, hrála Lady Macbeth v Macbethovi v Little Angel Theatre. Ve stejném roce začala hrát Polly Gray v Gangy z Birminghamu.
V roce 2014 hrála McCrory hlavní roli v inscenaci Médeia v Národním divadle v režii Carrie Cracknellové. Také v roce 2014, McCrory dělala hostující vystoupení na televizním seriálu Penny Dreadful. 
V srpnu 2016 bylo McCrory potvrzeno, že hraje Emmu Banville v dramatickém seriálu ITV Fearless, který se začal vysílat v červnu 2017.

## Osobní život

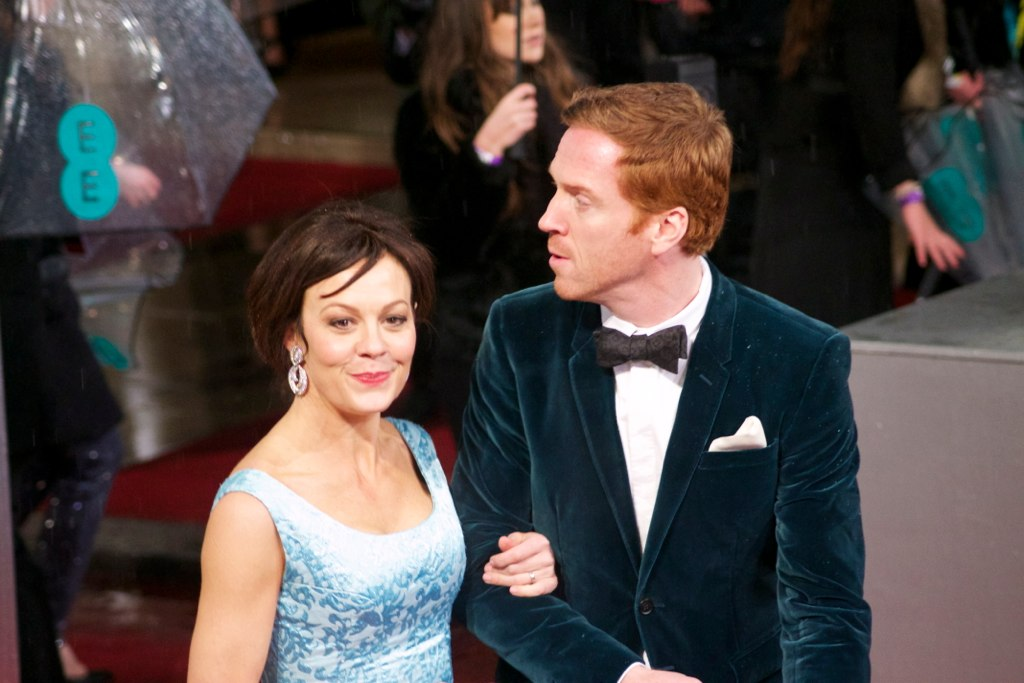
McCrory a Damian Lewis na udílení cen BAFTA 2013

4. července 2007 si McCrory vzala herce Damiana Lewise, pár měl dceru jménem Manon a syna jménem Gulliver. Jejich hlavní domov byl v Tufnell Parku v severním Londýně; a druhý poblíž Sudbury v Suffolku.
McCrory sloužila jako čestná patronka londýnské dětské charity Scene & Heard.
Během pandemie covidu-19 ona a její manžel podporovali Feed NHS, program, který zaměstnancům NHS poskytoval jídlo z nejlepších pouličních restaurací, a do začátku dubna téhož roku vybrali pro charitu 1 milion liber.
V roce 2017 byla jmenována důstojnicí Řádu britského impéria (OBE) za zásluhy o drama.

## Smrt
McCrory zemřela na rakovinu prsu ve svém domě v Londýně 16. dubna 2021 ve věku 52 let. V oznámení smrti na Twitteru manžel Damien Lewis uvedl, že zemřela „pokojně doma, obklopená vlnou lásky od přátel a rodiny“. Svou diagnózu držela v tajnosti a až do hereččiny smrti o ní vědělo jen velmi málo lidí.
Zemřela v době natáčení 6. série seriálu Gangy z Birminghamu. Jelikož nemohla své scény dokončit, musel být pozměněn děj a produkce musela některé části přetočit.